# 中国一冶集团
中国一冶集团有限公司，现为成为中国五矿旗下中國冶金科工集團的全资子公司，创建于1954年，2005年，中國冶金科工集團、海鑫钢铁集团公司、武汉钢铁工程技术集团有限责任公司共同出资改制为中国第一冶金建设有限责任公司。2010年更名为中国一冶集团有限公司。总部坐落于湖北省武汉市青山区，是集大型工程施工总承包、装备制造以及房地产开发等为主的现代化大型综合企业，曾参与建设武钢、攀钢、宝钢等大型钢铁企业。80年代后也开始承建民用建筑，作为最早进入深圳經濟特區的开拓者之一，先后承建多项工业和民用工程。其中1981年承建的深圳国际贸易中心大厦作为当时深圳第一座高层建筑，是中国第一个公开招标项目。在建设中，首创最快5天一层楼的国内纪录，被誉为“深圳速度”。